# Emakumeen Nafarroako Klasikoa
La Emakumeen Nafarroako Klasikoa es una carrera ciclista femenina profesional de un día  que se disputa anualmente en la comunidad de Navarra en España. Es una de las dos competiciones de un día que se celebran en Navarra bajo el nombre en inglés de Navarra Women's Elite Classics.
La carrera fue creada en el año 2019 haciendo parte del Calendario UCI Femenino como competencia categoría 1.2. En 2020 ascendió a categoría 1.1.

## Palmarés
| Año  | Ganador                | Segundo        | Tercero              |
| ---- | ---------------------- | -------------- | -------------------- |
| 2019 | Ashleigh Moolman-Pasio | Lucy Kennedy   | Ane Santesteban      |
| 2020 | Annemiek van Vleuten   | Mavi García    | Anna van der Breggen |
| 2021 | Annemiek van Vleuten   | Demi Vollering | Elisa Longo Borghini |
| 2022 | Sarah Gigante          | Veronica Ewers | Paula Patiño         |

## Palmarés por países
| País         | Victorias |
| ------------ | --------- |
| Países Bajos | 2         |
| Sudáfrica    | 1         |
| Australia    | 1         |